# Ludwig Klingenberg

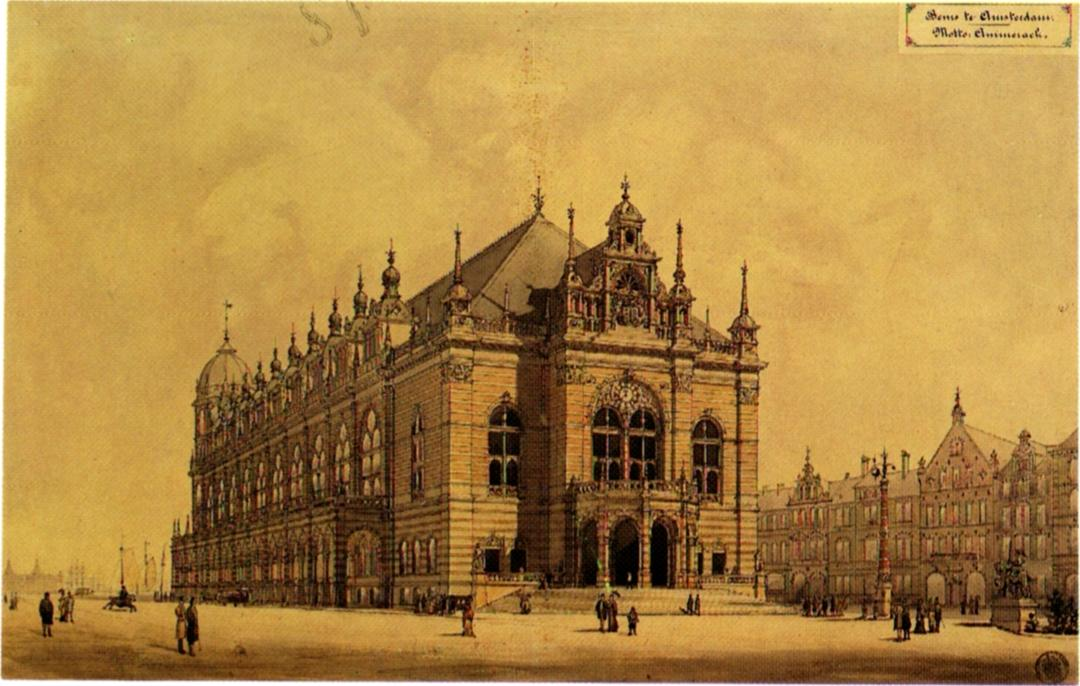
Prijsvraagontwerp voor een koopmansbeurs, Amsterdam, perspectief [i.s.m. E. Tauschenberg]. 1884.

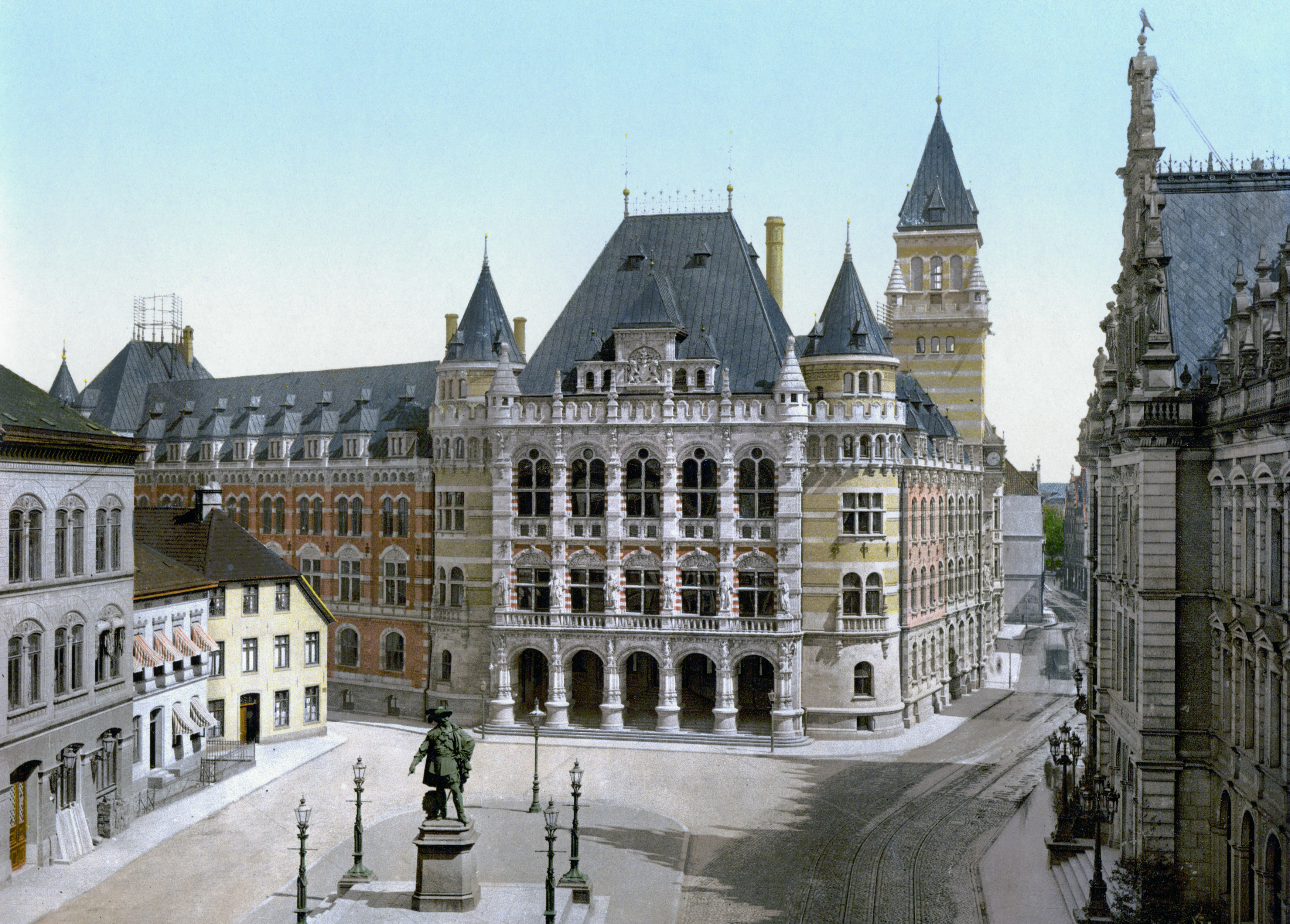
Gerechtsgebouw Domsheide, Bremen [i.s.m. Weber]. 1895.

Ludwig Klingenberg (Wittmund, 1840 – 1924) was een Duits architect.

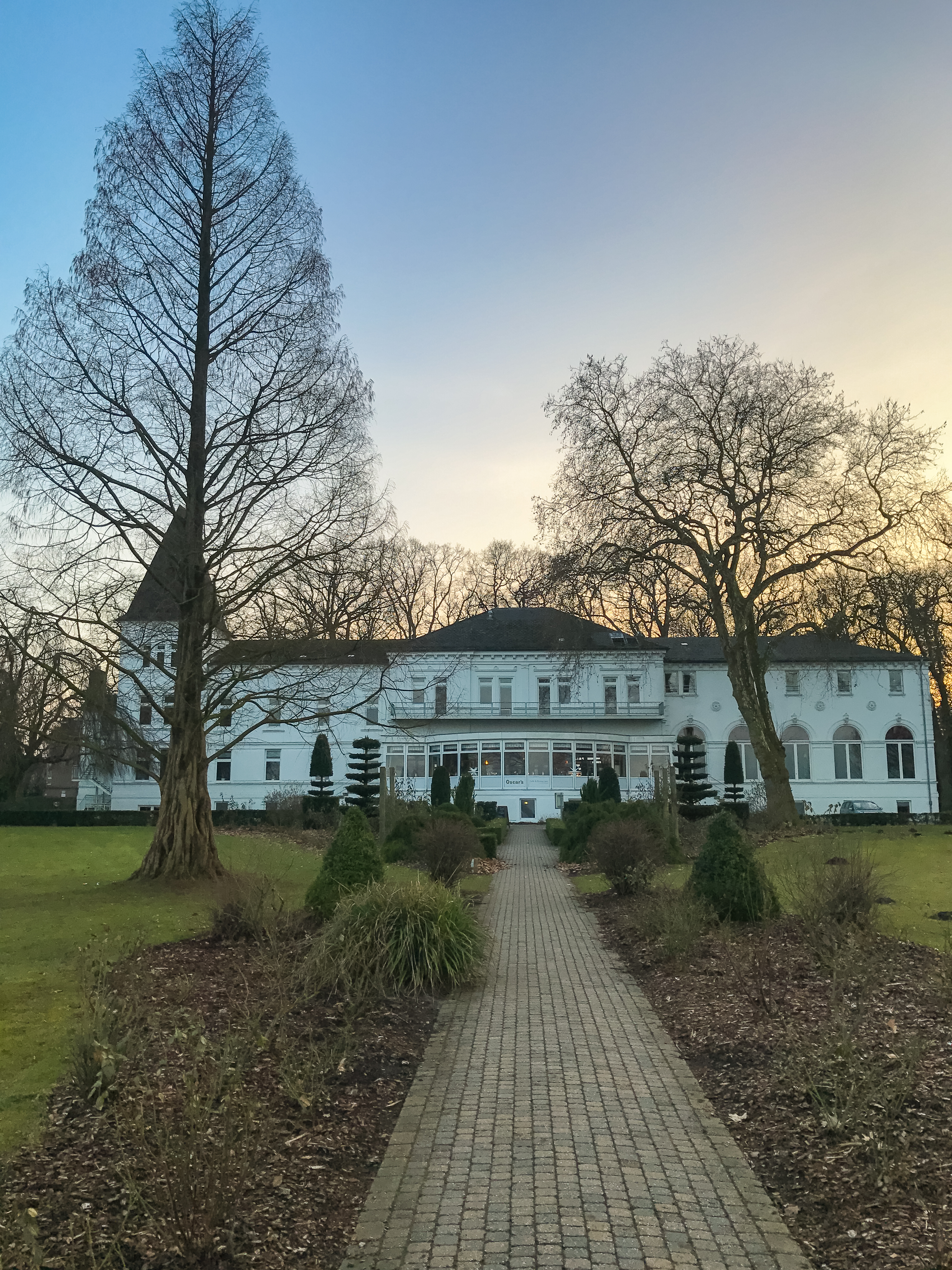
Altes Kurhaus, Bad Zwischenahn (1874)
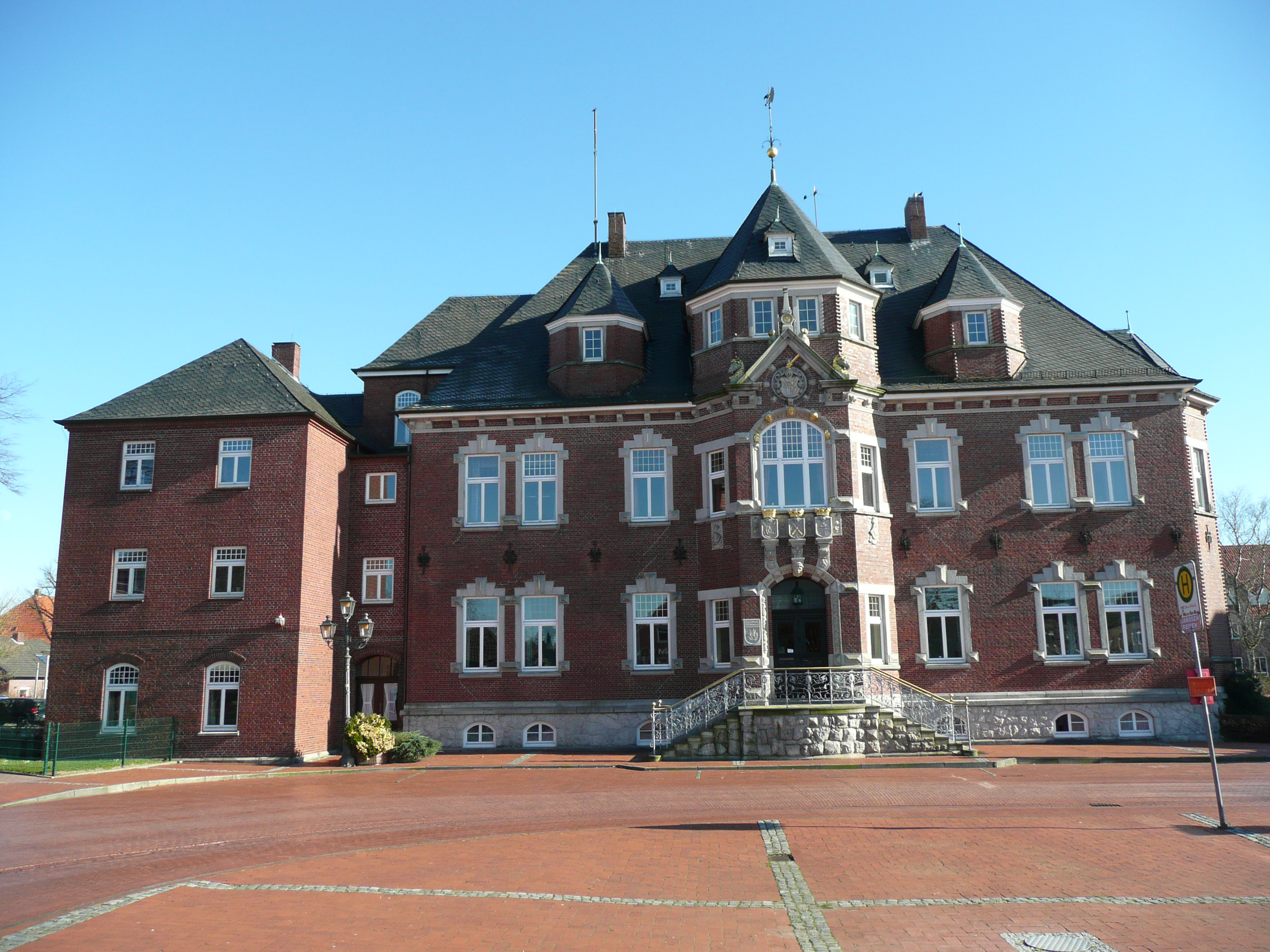
Kreishaus (kantoor van het Kreis-bestuur) te Wittmund, in 1901 ontworpen door Klingenberg

Samen met zijn zakenpartner Weber gaf hij leiding aan een succesvol architectenbureau in de Noord-Duitse stad Oldenburg. In en om de steden Oldenburg en Bremen richtte hij diverse openbare gebouwen op, zoals het Alte Kurhaus in Bad Zwischenahn (1874), het gebouw van het Kreis-bestuur van Wittmund (1901) en het gerechtsgebouw Domsheide in Bremen (1895).
In 1884 nam hij samen met Ernst Tauschenberg deel aan de internationale prijsvraag voor een beursgebouw in Amsterdam (zie Beurs van Berlage). Hun ontwerp, dat het motto 'Ammerack' – een 17e-eeuws woord voor Damrak – droeg, behoorde tot de vijf inzendingen die toegelaten werden tot de besloten tweede ronde. Met dit ontwerp, dat voor 1 mei 1885 ingediend moest worden, wonnen ze de vijfde plaats, die goed was voor ƒ 3.000,-.
Klingenberg had zeven kinderen, twee dochters en vijf zoons, waaronder AEG-bestuurslid Georg Klingenberg en Walther Klingenberg, die zich als architect op de utiliteitsbouw concentreerde.
In de stad Oldenburg is een straat naar hem vernoemd.
- Gemeinsame Normdatei: 1034931830
- International Standard Name Identifier: 0000 0000 4972 2953
- Library of Congress Control Number: nr2005003116
- Nederlandse Thesaurus van Auteursnamen: 074370545
- RKD-Nederlands Instituut voor Kunstgeschiedenis: 427543
- Virtual International Authority File: 61499658
- WorldCat: E39PBJf8qWPmk3VWF3jTJkTfv3